# Cadlina glabra
Cadlina glabra is een slakkensoort uit de familie van de Cadlinidae. De wetenschappelijke naam van de soort werd voor het eerst geldig gepubliceerd in 1876 door Friele & Hansen.